# Sturmflutkette vom Herbst 1973
Die Sturmflutkette vom Herbst 1973 bezeichnet eine Reihe von Sturmfluten im Herbst 1973 an der deutschen Nordseeküste. In der Zeit zwischen dem 13. November und dem 14. Dezember kam es zu einer bisher noch nicht beobachteten Häufung schwerer und sehr schwerer Sturmfluten. Allein in Hamburg wurden in diesem Zeitraum insgesamt 28 Sturmfluten registriert, davon zwei schwere und vier sehr schwere. Insbesondere die Sturmfluten vom 16. und 19. November sowie vom 6. Dezember richteten im Weser- und Elbegebiet schwere Schäden an. Bei der Sturmflut vom 13. November 1973 kam an der Ochtum ein Mensch ums Leben.

## Orkan vom 13. November 1973
Genau ein Jahr nach dem Orkan Quimburga kam es in Norddeutschland zu einem weiteren Orkanereignis, das mindestens 25 Menschen das Leben kostete. Bedingt durch die deutlich weiter nach Norden verschobene Zugbahn kam es an der gesamten deutschen Nordseeküste zu einer sehr schweren Sturmflut, der auf der nordfriesischen Insel Nordstrand etwa 100 Schafe zum Opfer fielen. An der Ochtum gab es einen Toten. Auf dem Knechtsand in der Außenweser strandete das dänische Küstenmotorschiff Balka (299 BRT), nachdem es mit schwerer Schlagseite manövrierunfähig geworden war. Die Besatzung konnte durch den Helgoländer Seenotrettungskreuzer Adolph Bermpohl gerettet werden.

## Orkan vom 19. November 1973
Nur sechs Tage nach der ersten schweren Sturmflut kam es an der gesamten deutschen Nordseeküste zu einer zweiten Sturmflut. Bei dieser Sturmflut wurden vor allem im ostfriesischen Küstengebiet sowie an der Jade die höchsten Wasserstände der Sturmtidenkette verzeichnet. In den damals noch nicht durch Sperrwerke gesicherten Unterläufen von Hunte, Lesum und Ochtum entstanden schwere Schäden unter anderem an Sommerdeichen und Straßen sowie den Gebieten vor den Hauptdeichen. Auf den Inseln in der Unterweser sowie auf Krautsand wurden die auf unzureichend hohen Wurten liegenden Gebäude zum zweiten Mal innerhalb einer Woche überflutet. Auf den Ostfriesischen Inseln und auf Sylt kam es zu Dünenabbrüchen. Kritisch wurde auch die Lage am Seedeich vor dem Christianskoog in der Meldorfer Bucht.

## Orkan vom 6. Dezember 1973
Am 6. Dezember kam es zur vorletzten Sturmflut der Kette vom Spätherbst 1973, bei der die höchsten Wasserstände der Sturmtidenkette im Wesergebiet unterhalb Brakes sowie in der Unterelbe erreicht wurden. In Hamburg wurde bei dieser Sturmflut fast der Höchstwasserstand der Sturmflut von 1962 erreicht, obwohl in der Stadt selbst überhaupt kein Sturm herrschte, sondern es lediglich sehr stark windig war. Zwar kam es nicht zu Deichbrüchen, dafür aber zu sehr schweren Schäden im überfluteten Hafengebiet, wo zahlreiche Betriebe von der unerwartet sehr hoch auflaufenden Flut überrascht wurden. Der nach der Sturmflut 1962 nicht erhöhte Seedeich vor dem Christianskoog wurde erneut schwer beschädigt und konnte nur durch einen massiven Einsatz von Hilfskräften gehalten werden.
Auf See brach infolge des Sturms die Ankerkette des damals noch in der Elbmündung ausliegenden Feuerschiffs Elbe II. Das Feuerschiff lief im Klotzenloch querab von Cuxhaven auf Grund und wurde dort später von Schleppern geborgen. Die Besatzung wurde durch das in Cuxhaven zur Reserve liegende Seenotrettungsboot Rickmer Bock gerettet.
Fünf Seemeilen nördlich des Feuerschiffs Elbe I sank das Hamburger Motorschiff Grete Hauschildt (424 BRT), nachdem in der schweren See die Lukendeckel eingeschlagen worden waren. Trotz einer dramatischen Rettungsaktion, an der neben mehreren Hubschraubern auch das Fährschiff Prinz Hamlet und der Supertanker Fernhaven beteiligt waren, konnten nur drei der sieben Besatzungsmitglieder gerettet werden.